# 李珙 (将军)
李珙（761年—824年），山东人，唐朝将领。
李珙世代儒家，李珙以弓马为务，不好读书，身长六尺余，气貌魁岸。去见泽潞节度使李抱真，李抱真任命他为衙门将，后来以酒酣任气，想不用他。都将王虔休对李抱真说："李珙是奇士，如果不能用，不如杀了他，不要被他人所得。"
李抱真死后，王虔休为帅，李珙依附王虔休，官至昭义大将。吐突承璀擒卢从史，乌重胤参预其谋，李珙开始不知，将要救卢从史。听说乌重胤受朝旨，于是观望不进，乌重胤于是看重他。后领河阳，将他置于麾下。朝廷以李珙与卢从史相厚，出为北边一校。
元和十年，淮西节度使乌重胤表奏李珙为诸道行营都虞候，为母丁忧去职。服丧完毕，担任右武卫上将军。长庆四年八月去世，时年六十四岁，唐敬宗废朝一日。